# Tephrosia lupinifolia
Tephrosia lupinifolia är en ärtväxtart som beskrevs av Dc.. Tephrosia lupinifolia ingår i släktet Tephrosia och familjen ärtväxter. Inga underarter finns listade i Catalogue of Life.